# Bogbodia
Bogbodia is een geslacht van schimmels behorend tot de familie Strophariaceae. De typesoort is Bogbodia uda hetgeen ook de enige soort is uit het geslacht. Het geslacht verschilt van Hypholoma, dat kleinere, gladde basidiosporen heeft en doorgaans cespitose vruchtlichamen en rottend hout heeft. Fylogenetisch onderscheidt Bogbodia zich van Hypholoma, Pholiota en Leratiomyces.